# Olivfläckig fjällskivling
Olivfläckig fjällskivling (Macrolepiota olivascens) är en svampart som tillhör divisionen basidiesvampar, och som beskrevs av Meinhard (Michael) Moser och Rolf Singer. Olivfläckig fjällskivling ingår i släktet Macrolepiota, och familjen Agaricaceae. Arten är reproducerande i Sverige.